# Jerzy Nomarski
Jerzy Nomarski (ur. 6 stycznia 1919 w Nowym Targu, zm. 17 lutego 1997 w Antony) – polski fizyk, optyk i konstruktor, wykładowca w paryskiej École supérieure d'optique (Wyższej Szkole Optyki). 

## Życiorys
Uczestnik ruchu oporu podczas II wojny światowej (pseud. Rosomak) oraz powstania warszawskiego w stopniu kaprala w składzie plutonu łączności batalionu Zaremba-Piorun. Wzięty do niewoli niemieckiej. Absolwent Politechniki Warszawskiej, przez dwa lata studiował na Uniwersytecie w Lowanium, a od 1947 do 1949 w École supérieure d'optique w Paryżu. Pracował w Centre national de la recherche scientifique, a następnie w 1954 obronił doktorat z fizyki na Uniwersytecie Paryskim. W 1955 został profesorem nadzwyczajnym, a w 1966 profesorem zwyczajnym w École supérieure d'optique.

## Dorobek naukowy
Był autorem 29 patentów w swojej specjalności oraz 38 prac naukowych, a także 71 komunikatów dotyczących wynalazków i opracowań w pismach naukowych. Zmodyfikował m.in. mikroskop interferencyjny przez zastosowanie w nim kontrastu interferencyjno-różniczkowego (DIC, z ang. differential interference contrast), nazwany czasem od jego nazwiska „Nomarski interference contrast”. Konstrukcję Nomarskiego wdrożyła w latach 50. do produkcji firma Carl Zeiss. Członek korespondencyjny zamiejscowy Polskiego Towarzystwa Naukowego na Obczyźnie